# Emir Preldžić
Emir Preldžić (* 6. September 1987 in Zenica, SR Bosnien und Herzegowina) ist ein bosnisch-türkischer Basketballspieler, der zudem die slowenische Staatsbürgerschaft besitzt. Preldžić feierte früh Erfolge mit der slowenischen Juniorenauswahl und spielte auch noch in der Olympiaqualifikation zunächst für die slowenische Herrenauswahl, doch nach seinem Vereinswechsel 2007 nahm der Bosniak die türkische Staatsbürgerschaft an und wurde schließlich Nationalspieler seiner Wahlheimat, für die er bei EM-Endrunden und der WM-Endrunde 2014 antrat. Mit seiner Vereinsmannschaft Fenerbahçe Ülker wurde Preldžić viermal türkischer Meister, bevor er zur Saison 2015/16 zum Lokalrivalen Darüşşafaka Doğuş in Istanbul wechselte.

## Karriere
Nachdem Preldžić in der Saison 2003/04 bei seinem Stammverein Celik in seiner Geburtsstadt bei den Herren debütiert hatte, wechselte er nach Slowenien, wo er zunächst in Kranj ein Jahr beim KK Triglav und schließlich zwei Jahre bis 2007 bei KD Slovan in der slowenischen Hauptstadt Ljubljana spielte. Hier bekam Preldžić die slowenische Staatsbürgerschaft und trumpfte in der slowenischen Juniorenauswahl bei der U20-EM-Endrunde 2006 groß auf, als er mit gut 20 Punkten und 9,4 Rebounds pro Spiel ein Double-Double nur knapp verpasste. Die von den jüngeren Jahrgängen Jaka Klobučar, Gašper Vidmar und Preldžić angeführten Slowenen verloren bei der Endrunde in der Türkei im Halbfinale nur knapp nach Verlängerung gegen den späteren Titelgewinner aus Serbien und Montenegro, konnten sich aber auf dem dritten Platz die Bronzemedaille sichern und Preldžić und wurde hinter dem bereits in der NBA aktiven Turnier-MVP Ersan İlyasova in die Auswahl der fünf besten Turnierspieler gewählt. Ein Jahr später galt die slowenische Juniorenauswahl als Gastgeber und damaliger Rekordgewinner, der bei fünf Austragungen zuvor die Endrunde bereits zweimal gewonnen hatte, als Topfavorit, doch nach dem Auftakterfolg über den von Turnier-MVP Miloš Teodosić angeführten Titelverteidiger Serbien erlitt man in der Zwischenrunde die einzige Turnierniederlage gegen die russische Juniorenauswahl, weshalb man auf Basis des schlechteren direkten Vergleichs am Halbfinaleinzug scheiterte und auf dem fünften Platz einen erneuten Medaillengewinn verpasste. Anschließend wurde Preldžić zusammen mit seinem Vereinskameraden Vidmar, mit dem er bei Geoplin Slovan zwei Vizemeisterschaften hinter dem Lokalrivalen und Rekordmeister KK Union Olimpija erreicht hatte, vom türkischen Meister Fenerbahçe Ülker verpflichtet, der als sogenannter A-Lizenz-Inhaber ständiger Teilnehmer am höchstrangigen europäischen Vereinswettbewerb EuroLeague wurde.
In der EuroLeague 2007/08 konnte Fenerbahçe unter Trainer Bogdan Tanjević erstmals die Viertelfinal-Play-offs dieses Wettbewerbs erreichen, die man jedoch sieglos gegen den italienischen Meister Montepaschi Siena verlor. Den nationalen Meistertitel verteidigte man in den nationalen Play-offs nach nur insgesamt zwei Niederlagen in zwölf Spielen. Nachdem Vidmar und Klobučar bereits bei der EM-Endrunde 2007 direkt nach der Junioren-EM in der Herren-Nationalmannschaft gespielt hatten, rückte nun auch Preldžić im Sommer 2008 in den Nationalkader von Trainer Aleš Pipan. Doch beim vorolympischen Qualifikationsturnier in Athen schieden die Slowenen bereits im Viertelfinale gegen Puerto Rico aus und verpassten erneut die erstmalige Teilnahme am Olympiaturnier. In einer gut besetzten Zwischenrundengruppe der EuroLeague 2008/09 erreichte Fenerbahçe nur einen Sieg in sechs Spielen und schied diesmal vor dem Erreichen der Play-offs aus. In der Finalserie der nationalen Meisterschaft verpasste die Mannschaft als Vizemeister gegen den Lokalrivalen und Rekordmeister Efes Pilsen Istanbul den dritten Titelerfolg in Serie. Obwohl Preldžić beim Nike Hoop Summit 2007 zwei Jahre zuvor neben dem Bosnier Nihad Đedović eher blass geblieben war, gehörte der für seine Größe überdurchschnittlich agile und ballgewandte Spieler beim Entry Draft 2009 der am höchsten dotierten Profiliga NBA zu den ausgewählten Spielern trotz seines damals noch mindestens zwei Jahre laufenden Vertrages in Istanbul. An 57. Position wurde er von den Phoenix Suns sieben Positionen hinter dem ebenfalls in Bosnien geborenen, zwei Jahre älteren Goran Suton ausgewählt, der bereits vier Jahre als Student in den Vereinigten Staaten gewesen war, ebenfalls mit der US-amerikanischen und kroatischen zwei weitere Staatsbürgerschaften annahm und auch nie für die bosnische Nationalmannschaft aktiv wurde.
Nachdem Fenerbahçe in der EuroLeague 2009/10 wegen des schlechteren direkten Vergleich bereits nach der Vorrunde gescheitert war, konnte man sich in der Finalserie der Meisterschaft den Titel von Efes Pilsen zurückholen und diesmal sogar das Double gewinnen. Unter dem neuen Trainer Neven Spahija konnte man beide nationale Titel in der folgenden Saison verteidigen, wobei Preldžić als Most Valuable Player des Pokalwettbewerbs ausgezeichnet wurde. In der EuroLeague 2010/11 reichte es zwar zum Einzug in die Zwischenrunde, doch der schlechtere direkte Vergleich gegenüber dem vormaligen, spanischen Eurocup-Sieger Valencia Basket Club verhinderte das erneute Erreichen der Euroleague-Play-offs. Nachdem Preldžić nach der Olympiaqualifikation 2008 nicht mehr für Slowenien gespielt hatte, machte man sich in seinem Geburtsland Bosnien Hoffnungen, dass er noch einmal für deren Nationalmannschaft spielen könnte. Nachdem Preldžić vermeintlich Interesse an dieser Option gezeigt hatte, hatte vor den Gremien des Weltverbandes FIBA bereits ein „Tauziehen“ zwischen bosnischem und slowenischem Verband eingesetzt, wobei letzterer eine Freigabe verweigert hatte. Tatsächlich war aber Preldžić mittlerweile in der Türkei naturalisiert worden und sein ehemaliger Vereinstrainer Tanjević, der ebenfalls eingebürgert und Nationaltrainer gewesen war, holte Preldžić in die türkische Nationalmannschaft und Auswahl des damaligen Vizeweltmeisters, nachdem der türkische Verband „alle Steine aus dem Weg räumte“ und sich als „lachender Dritter“ erwies. Bei der EM-Endrunde 2011 gewann der Vizeweltmeister jedoch in der Zwischenrunde kein Spiel mehr, darunter auch eine Niederlage gegen die deutsche Nationalmannschaft, und verpasste auf dem elften Platz erneut die erste Olympiateilnahme nach dem Zweiten Weltkrieg.
In der Zwischenrunde der 16 besten Mannschaften der EuroLeague 2011/12 wurde Preldžić mit Fenerbahçe Gruppenletzter und verlor auch die beiden nationalen Titel an den Lokalrivalen und Triple-Sieger Beşiktaş Milangaz. Nach dem fälligen Trainerwechsel blieb Fenerbahçe jedoch auch in der Saison 2012/13 blass. In der erweiterten Zwischenrunde der EuroLeague 2012/13 wurde man mit nur zwei Siegen in 14 Spielen Gruppenletzter noch hinter dem ähnlich schwachen Meister Beşiktaş JK. Zwar gewann man den Titel im Pokalwettbewerb, doch dieses wurde durch das erneute Erstrunden-Aus in den Meisterschafts-Play-offs konterkariert. Auch die EM-Endrunde 2013 verlief für Preldžić mit der türkischen Nationalmannschaft enttäuschend, als man nach vier Vorrunden-Niederlagen noch vor der Zwischenrunde ausschied. Unter dem neuen Vereinstrainer Željko Obradović, Euroleague-Rekordgewinner als Trainer, verpasste man in der EuroLeague 2013/14 nur noch knapp den Einzug in das Viertelfinale, was nach erheblichen Investitionen in den Kader aber als Misserfolg gewertet wurde. Zwar konnte man den Vorjahres-Titelgewinn im Pokalwettbewerb nicht verteidigen, doch in der Meisterschaft reichte es gegen Erzrivale Galatasaray Istanbul zum vierten Meisterschaftsgewinn von Preldžić mit Fenerbahçe. Bei der WM-Endrunde 2014 erreichte Preldžić mit der türkischen Auswahl zumindest das Viertelfinale, in dem man gegen Litauen verlor. Während es in der EuroLeague 2014/15 für die topbesetzte Mannschaft zum erstmaligen Einzug in das Final-Four-Turnier reichte, bei dem jedoch beide Spiele verloren gingen, verpasste der Pokalfinalist national einen Titel, nachdem man die Halbfinal-Play-offs überraschend gegen den späteren erstmaligen Titelgewinner Pınar Karşıyaka verloren gingen. Unter Trainer Obradović stagnierten die Leistungen von Preldžić, dessen NBA-Rechte nach diversen „Trades“ seit 2014 bei den Dallas Mavericks liegen. Nach dem Ausstieg von Namenssponsor Ülker wechselte er dann auch zum Lokalrivalen Darüşşafaka SK Doğuş, bei dem zuvor bereits sein langjähriger Mannschaftskamerad Gašper Vidmar gespielt hatte und der eine Wildcard für die EuroLeague 2015/16 bekam.